# Parapsoriasis
 Mise en garde médicale
Parapsoriasis est un terme désignant un certain nombre de dermatoses érythémato-squameuses ou papulo-squameuses.
Le terme a été proposé par Brocq en 1902
Le dictionnaire médical de l'Académie de médecine – version 2014 note : « Cette dénomination, très critiquable car faisant un similirapprochement avec le psoriasis avec lequel aucune de ces maladies n’a de rapport, et englobant des dermatoses qui n’ont rien de commun entre elles, a été partiellement abandonnée par diverses écoles dermatologiques, mais est cependant conservée par habitude, tout au moins pour certaines des dermatoses antérieurement réunies sous ce vocable ».
Le terme comprend toute une série de dermatoses qui avaient été classifiées par Brocq dès les années 1890 et qui continuent à être étudiées,.

## Parapsoriasis digitiforme
Appelé aussi : parapsoriasis en plaques, digitate dermatosis, parapsoriasis en petites plaques, xanthoerythrodermia perstans et en anglais : small plaque parapsoriasis.
Il s'agit d'une variété bénigne de parapsoriasis caractérisée par la survenue de lésions multiples, bien délimitées, érythémateuses et finement squameuses, peu ou pas prurigineuses, dessinant des traînées suivant l’axe des côtes sur le thorax, fixes ou peu évolutives, sans transformation ultérieure en mycosis fongoïde.

## Parapsoriasis en gouttes
Appelé aussi : pityriasis lichenoides, guttate parapsoriasis, il s'agit d'une dermatose inflammatoire d’origine inconnue faite d’une éruption d’éléments papulosquameux assez caractéristiques, atteignant électivement l’adolescent et l’adulte jeune ; elle est divisée en deux formes :
- l’une dite "en gouttes chronique" appelée dermatitis psoriasiformis nodularis, parapsoriasis chronica et en anglais : pityriasis lichenoides chronica ;
- l’autre, aigüe, dite "varioliforme" qui comprend le parapsoriasis varioliforme de Mucha-Haberman, parapsoriasis varioliformis de Wise[5], (en anglais : pityriasis lichenoides et varioliformis acuta) et le pityriasis lichénoïde varioliforme aigu.

## Parapsoriasis en grandes plaques
Appelé parapsoriasis lichenoides et en anglais : large plaque parapsoriasis, il s'agit d'une variété de parapsoriasis actuellement considérée comme un stade très précoce de lymphome T cutané épidermotrope caractérisé par des plaques grossièrement quadrangulaires, de 10 à 20 cm de diamètre, modérément infiltrées, érythématosquameuses, nettement délimitées, parfois poïkilodermiques, pouvant être prurigineuses et siégeant sur le tronc ou la racine des membres.

## Papulose lymphomatoïde
La papulose lymphomatoïde se présente comme un lymphome non hodgkinien.

## Parapsoriasis rétiforme
Cf. la classification CIM-10 Version:2008